# RMS Andania (1921)
RMS Andania – brytyjski transatlantycki statek pasażerski linii Cunard Line z okresu międzywojennego, zbudowany w 1922 roku. Należał do serii 6 jednostek, średniej wielkości jednokominowych turbinowców o nazwach na literę A, przewidzianych na trasę do Ameryki Północnej. Podczas II wojny światowej służył jako krążownik pomocniczy HMS Andania i został zatopiony 16 czerwca 1940 przez U-Boota.

## Budowa i służba jako statek
"Andania" zbudowana została przez stocznię Hawthorn, Leslie & Company w Hebburn-on-Tyne, pod numerem stoczniowym 500. Była bliźniaczym statkiem "Alaunia", "Aurania", „Ascania”, „Ausonia” i "Antonia" i drugim statkiem linii noszącym imię "Andania". Mogła przewozić 484 pasażerów klasy kabinowej i 1222 III klasy. Budowę ukończono 24 maja 1922. 
Dziewicza podróż statku rozpoczęła się 1 czerwca 1922 na trasie Southampton-Montreal. Od 1925 pływała na trasie Hamburg – Nowy Jork, a od 1927 na trasie Liverpool – Montreal.

## Służba wojenna
Z początkiem II wojny światowej 5 września 1939 statek został zarekwirowany przez marynarkę brytyjską i przekształcony w krążownik pomocniczy HMS "Andania". Adaptacji dokonano w stoczni Cammell Laird w Birkenhead (lub Liverpoolu). Okręt otrzymał uzbrojenie z 8 pojedynczych armat kalibru 152 mm MK VII (o kącie podniesienia 14°) i dwóch armat przeciwlotniczych 76 mm. Zapas paliwa wynosił 1847 ts.
Od końca listopada 1939 okręt służył w Patrolu Północnym. 15 czerwca 1940 został storpedowany przez niemieckiego U-Boota U-A około 200 mil morskich na południowy wschód od Islandii i zatonął 16 czerwca 1940 o godz. 0.25 na pozycji 62°36′N 15°09′W/62,600000 -15,150000 (według innych danych, zatonął około 70 mil morskich od Reykjavíku i zatonął o świcie), bez ofiar w ludziach.